# The Slot (Neuseeland)
The Slot (englisch für Der Spalt oder Der Schlitz) sind Stromschnellen im Oberlauf des Motu River im südlichen Teil der Raukumara Range im Gisborne District auf der Nordinsel Neuseelands. Sie liegen einige Kilometer stromaufwärts der Bullivants Cascades.